# مصطفى عكرمة
مصطفى محمد عدنان عكرمة (ولد 1943 م) شاعر سوري. عمل خبيرًا فنيًّا في الإرسال التلفازي بدمشق. كتب العديد من الأعمال الإذاعية لعدد من المحطات العربية. كتب الشعر منذ 1958، ونشر نتاجه في الصحف والمجلات السورية.

## سيرته
ولد مصطفى بن محمد عدنان عكرمة سنة 1362 هـ/ 1943 م في قرية بابنّا شمال شرقي منطقة الحفة في محافظة اللاذقية. التحق بالمدرسة الابتدائية ثم الإعدادية، وتخرج في الثانوية الصناعية باللاذقية 1962.
اتبع دورة تدريبية في بريطانيا 1965 م لمدة ستة أشهر ثم عمل خبيرًا فنيًا في الإرسال التلفزيوني بدمشق من 1962 حتى 1993. ومن ثم انتقل إلى دائرة برامج الأطفال 1993 - 1995 م.
انتسب إلى الجامعة مرتين (كلية الحقوق في جامعة دمشق وكلية الأدب العربي في جامعة بيروت العربية) ولم يتمكن من متابعة التحصيل لظروف مادية.
بدأ كتابة الشعر منذ 1958 ونشره في الصحف والمجلات السورية، وقد غطى شعره الكثير من المجالات، إلا أنه اقتصر على الشعر الديني وشعر الأطفال. كتب عددًا من المسلسلات الإذاعية الطويلة، وخمسمئة حلقة إذاعية من برنامج تربوي للأطفال، ومائة وخمسين حلقة من برنامج تسبيح شاعر لإذاعة الرياض، وبرنامجًا تلفزيونيًا لجمعية الدعوة الإسلامية العالمية في طرابلس مؤلفًا من ثلاثين حلقة مستقلة، وبكل حلقة قصيدتان.

## مؤلفاته
- سلسلة مكتبة الطفل العربي الشعرية، اثنتي عشرة قصة شعرية مصورة، 1978
- فتى الإسلام، شعر، 1979
- حتى ترضى، شعر، 1992
- جند الكرامة، مسرحية شعرية
- جذور وفروع، قصة للأطفال
- من دفتر الحياة، مجموع مقالات ناقدة ساخرة
- دراسة عن الشاعر عمر أبي ريشة
- أجمل ما غنى الأطفال
- صيحة ديوان شعري.
- يقظة ديوان شعري.
- محمديات ديوان شعري عن رسول الله صلى الله عليه وسلم.
- أنا وأبي ديوان شعري للفتيان صدر عن اتحاد الكتاب العرب في سورية.
- معارج "الأعمال الشعرية الكاملة" مكتبة عبيكان 2005.
- نجاوى ديوان شعري صدر عن وزارة الأوقاف الكويتية.

- عذرًا رسول الله ديوان شعري صدر عن وزارة الأوقاف الكويتية.
- أناشيد إلى أحباب الله ديوان شعري للأطفال.
- أناشيد فتى التوحيد ديوان شعري للفتيان.
- ديوان لبيك يا أيها الأقصى ديوان شعري صدر عن دار عمار الأردنية.
- ديوان بوارق ديوان شعري صدر عن دار عمار الأردنية.
- حب المصطفى قدري ديوان صدر عن دار مبدعون المصرية سنة 2019.
- سبحات في رحاب الله ديوان شعري للأطفال صدر عن دار مبدعون المصرية سنة 2019.
- نبضات قلب شاعر ديوان شعري صدر عن دار مبدعون المصرية سنة 2019.
- نجاوى الروح ديوان شعري صدر عن دار مبدعون المصرية سنة 2019.

## جوائزه
- فاز بالجائزة الأولى، ونصف الثانية في مسابقة المسرح المدرسي بسوريا.
- فاز ثانيًا بمسابقة شاعر العرب التي أجرتها قناة المستقلة الفضائية سنة 2009.
- فاز بجائزة دولة قطر لأدب الطفل سنة 2016 عن ديوانه "تعالوا نتعلم من سيرة رسول الله الأعظم".
- مُنِحَ الجائزة التقديرية لإبداعه الشعري من مؤسسة جائزة عبد العزيز سعود البابطين للإبداع الشعري سنة 2020.